# 예산 대연사 삼층석탑
대연사 삼층석탑(大蓮寺 三層石塔)은 대한민국 충청남도 예산군 광시면의 대연사(大蓮寺)에 있는 고려시대의 삼층석탑이다.
1984년 5월 17일 충청남도의 문화재자료 제178호로 지정되었다.

## 같이 보기
- 삼층석탑

## 참고 자료
- 대연사 삼층석탑 - 국가유산청 국가유산포털